# Frank Vogel
Frank Paul Vogel (Wildwood Crest, 21 giugno 1973) è un allenatore di pallacanestro statunitense, vice-allenatore dei Dallas Mavericks.

## Carriera

### Boston Celtics (2001-2004)
Vogel ha iniziato la sua carriera come capo coordinatore video per i Boston Celtics sotto la guida dell'allenatore Rick Pitino. Ha mantenuto quella posizione per cinque anni prima di essere promosso a vice allenatore nella stagione 2001-2002.

### Philadelphia 76ers (2004-2005)
Dopo aver allenato con Boston, Vogel è diventato assistente per i Philadelphia 76ers. Vogel ha lasciato i 76ers per diventare un osservatore avanzato per i Los Angeles Lakers dal 2005 al 2006 e per i Washington Wizards dal 2006 al 2007.

### Indiana Pacers (2007-2016)
Diventa allenatore ad interim degli Indiana Pacers nel 2011 dopo l'esonero di Jim O'Brien, tuttavia riesce a portare la squadra ai NBA Playoffs 2011 per la prima volta dal 2006. Il 6 luglio 2011 viene ufficializzato il suo ingaggio. Il 14 gennaio 2014 a seguito dell'eccellente prima parte di Regular Season viene selezionato come allenatore della Eastern Conference all'NBA All-Star Game.
Il 5 maggio 2016 Larry Bird annuncia che Vogel non sarà più l'allenatore della squadra, lasciando così i Pacers dopo cinque stagioni, in cui ha ottenuto 250 vittorie e 181 sconfitte, ha partecipato cinque volte ai play-off, ha vinto due Central Division e ha raggiunto in due edizioni la finale della Eastern Conference.

### Orlando Magic (2016-2018)
Il 20 maggio seguente viene annunciato come nuovo head coach degli Orlando Magic, sostituendo il dimissionario Scott Skiles e diventando il tredicesimo allenatore della franchigia della Florida. Il 12 aprile 2018 viene sollevato dall'incarico.

### Los Angeles Lakers (2019-2022)

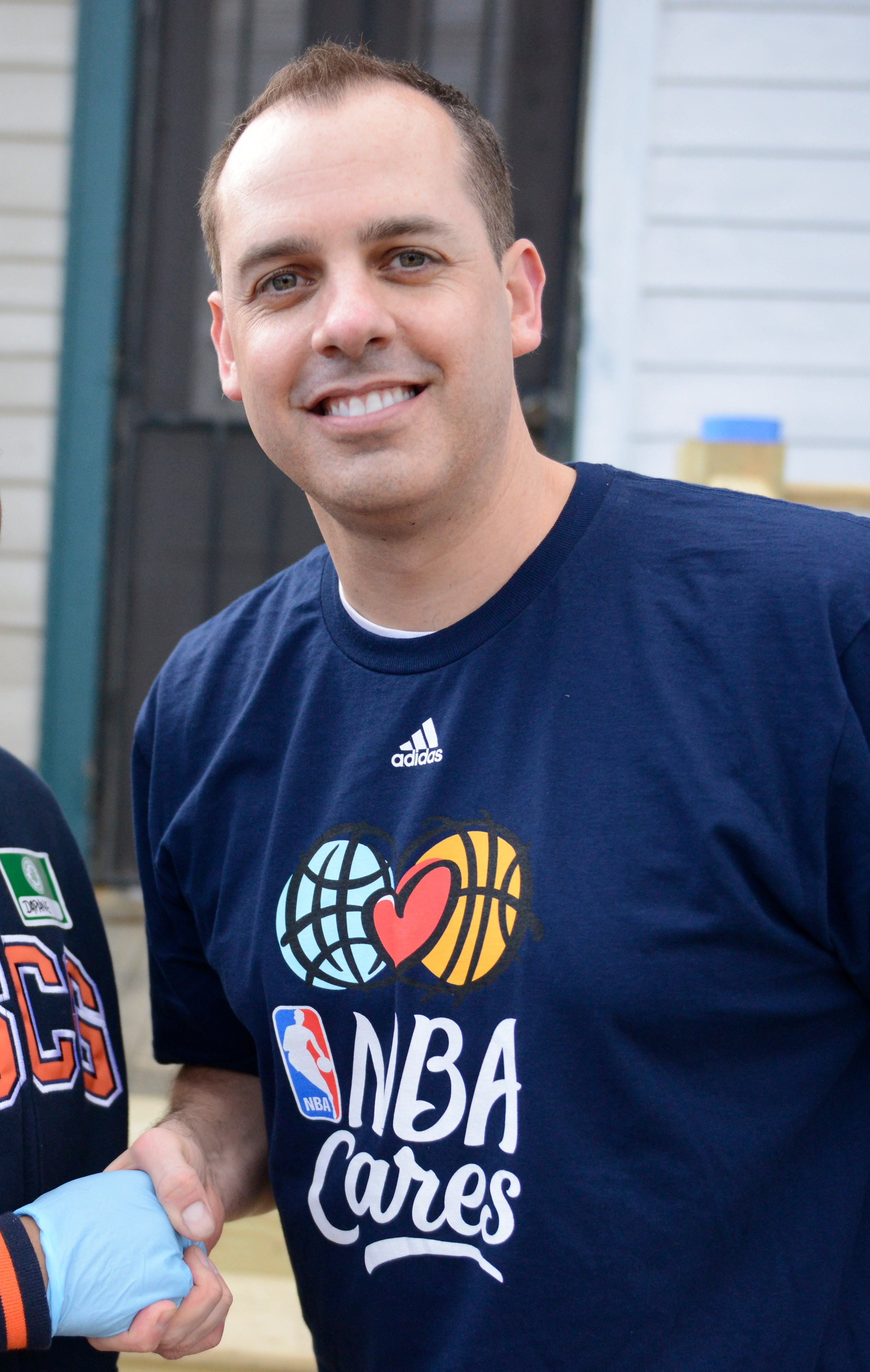
Vogel all'NBA Cares 2014

L'11 maggio 2019 diventa ufficialmente il nuovo allenatore dei Los Angeles Lakers, ereditando una squadra che l'anno precedente non era riuscita a qualificarsi per i play-off nonostante la presenza di LeBron James. Nella notte italiana tra domenica 11 e lunedì 12 ottobre 2020 si laurea campione NBA con i Los Angeles Lakers per la diciassettesima volta nella loro storia eguagliando il record dei Boston Celtics.

### Phoenix Suns (2023-2024)
Il 6 giugno 2023 diventa ufficilamente il nuovo allenatore dei Phoenix Suns, sostituendo il licenziato Monty Williams.

## Statistiche

### Allenatore
| Stagione | Squadra        | Regular Season | Regular Season | Regular Season | Regular Season | Regular Season              | Post Season                                              |
| Stagione | Squadra        | V              | P              | % V            | G              | Posizione finale            | Post Season                                              |
| -------- | -------------- | -------------- | -------------- | -------------- | -------------- | --------------------------- | -------------------------------------------------------- |
| 2010-11  | Indiana Pacers | 20             | 18             | 52,6           | 38             | 2º nella Central Division   | Sconfitto al Primo Round dai Bulls (1-4)                 |
| 2011-12  | Indiana Pacers | 42             | 24             | 63,6           | 66             | 2º nella Central Division   | Sconfitto alle Semifinali di Conference dagli Heat (2-4) |
| 2012-13  | Indiana Pacers | 50             | 32             | 60,5           | 81             | 1º nella Central Division   | Sconfitto alle Finali di Conference dagli Heat (3-4)     |
| 2013-14  | Indiana Pacers | 56             | 26             | 68,3           | 82             | 1º nella Central Division   | Sconfitto alle Finali di Conference dagli Heat (2-4)     |
| 2014-15  | Indiana Pacers | 38             | 44             | 46,3           | 82             | 3º nella Central Division   | Manca i play-off                                         |
| 2015-16  | Indiana Pacers | 45             | 37             | 54,9           | 82             | 2º nella Central Division   | Sconfitto al Primo Round dai Raptors (3-4)               |
| 2016-17  | Orlando Magic  | 29             | 53             | 35,4           | 82             | 5º nella Southeast Division | Manca i play-off                                         |
| 2017-18  | Orlando Magic  | 25             | 57             | 30,5           | 82             | 5º nella Southeast Division | Manca i play-off                                         |
| 2019-20  | L.A. Lakers    | 52             | 19             | 73,2           | 71             | 1º in Pacific Division      | Campione NBA                                             |
| 2020-21  | L.A. Lakers    | 42             | 30             | 58,3           | 72             | 3º in Pacific Division      | Sconfitto al Primo Round dai Suns (2-4)                  |
| 2021-22  | L.A. Lakers    | 33             | 49             | 40,2           | 82             | 4º in Pacific Division      | Manca i play-off                                         |
| 2023-24  | Phoenix Suns   | 49             | 33             | 59,8           | 82             | 2º in Pacific Division      | Sconfitto al Primo Round dai Timberwolves (0-4)          |
|          | Carriera       | 480            | 422            | 53,2           | 902            |                             |                                                          |

## Palmarès
- Campionato NBA: 1

Los Angeles Lakers: 2020
- Allenatore all'NBA All-Star Game (2014, 2020)